# Bill Kreutzmann

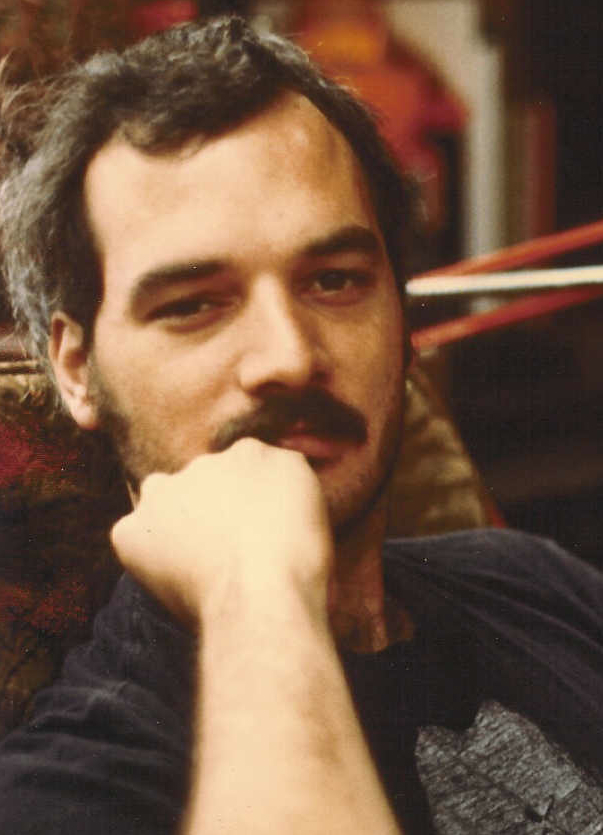
Bill Kreutzmann, ca. 1975

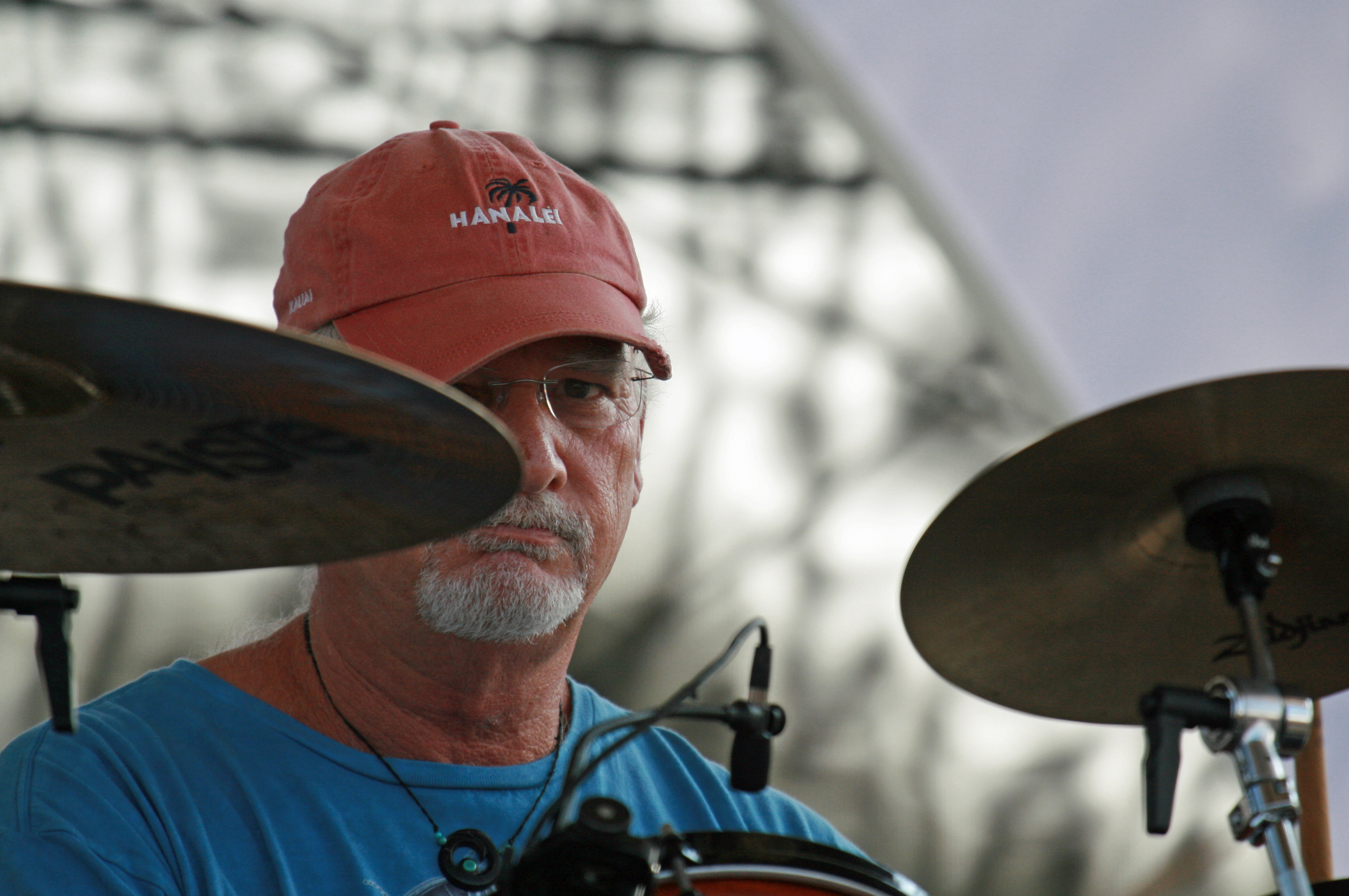
Bill Kreutzmann, 2008

Bill Kreutzmann (* 7. Mai 1946 in Palo Alto, Kalifornien) ist ein US-amerikanischer Schlagzeuger, der vor allem als Mitglied der Rockband Grateful Dead bekannt wurde.
Mit 13 Jahren begann Kreutzmann, Schlagzeug zu spielen. 1964 gründete er mit Phil Lesh, Jerry García, Bob Weir und Ron "Pigpen" McKernan die Band The Warlocks. Zwei Tage vor seinem 19. Geburtstag, am 5. Mai 1965, hatten sie ihren ersten Auftritt. Im November 1965 wurde aus den Warlocks Grateful Dead.
Im Herbst 1967 traf Kreutzmann den Percussionisten Mickey Hart, der sich bald darauf der Band anschloss. Das Schlagzeug-Tandem Kreutzmann-Hart, die Rhythm Devils, wurde ein Markenzeichen von Grateful Dead. Bill Kreutzmann blieb bei Grateful Dead, bis die Band sich nach dem Tod von Garcia 1995 auflöste. Er hatte bei allen über 3500 Auftritten der Gruppe getrommelt.
Nach dem Ende der Grateful Dead nahm sich Kreutzmann zunächst eine Auszeit, lebte zwischenzeitlich auf Hawaii. 1997 gründete er seine eigene Band Backbone und 2001 Trichromes (mit Neil Schon, Ex-Journey). Beide Formationen veröffentlichten jeweils eine CD.
Im Jahr 2000 spielte Kreutzmann mit seinen ehemaligen Bandkollegen Bob Weir und Mickey Hart sowie Bruce Hornsby, Steve Kimock, Mark Karan und Alphonso Johnson in der Band The Other Ones. Ab 2003 gingen sie (in veränderter Besetzung) unter dem Namen The Dead auf Tour.
Neben seinen musikalischen Aktivitäten trat Kreutzmann in der Zeit nach den Grateful Dead auch als bildender Künstler in Erscheinung.
Der Rolling Stone listete Kreutzmann 2016 gemeinsam mit Bandkollegen Mickey Hart auf Rang 34 der 100 größten Schlagzeuger aller Zeiten.